# Guido De Filip
Guido De Felip (født 21. september 1904, død 21. september 1968) var en italiensk roer og olympisk guldvinder.
De Felip deltog i toer med styrmand ved OL 1920 i Antwerpen, hvor han var styrmanden i båden, der desuden bestod af roerne Ercole Olgeni og Giovanni Scatturin. Konkurrencen havde kun seks deltagende både, og italienerne vandt først deres indledende heat mod en belgisk båd, inden de i finalen sikrede sig guldet foran Frankrig og Schweiz, der fik henholdsvis sølv og bronze.
De Filip, der bare var seksten år, da han vandt OL-guld, var med til at blive italiensk mester flere gange de følgende år i firer med styrmand, og han var senere også med til selv at ro, da han var med til at vinde et 12 km-løb mellem Milano og Caggiano i udrigger.

## OL-medaljer
- 1920:  Guld i toer med styrmand